# Erich Lüth
Erich Ernst Lüth (* 1. Februar 1902 in Hamburg; † 1. April 1989 ebenda) war ein deutscher Publizist. Er engagierte sich ab den 1920er Jahren in liberalen Parteien und war nach Kriegsdienst und Gefangenschaft eine Größe des kulturellen und journalistischen Lebens in Hamburg, unter anderem als Direktor der Staatlichen Pressestelle Hamburg. Bekannt wurde er, als er 1950 zum Boykott eines neuen Films des NS-belasteten Regisseurs Veit Harlan aufrief. Das daraufhin von Harlans Produktionsfirma angestrengte Verfahren gegen Lüth endete im Lüth-Urteil, in dem das Bundesverfassungsgericht seine Grundrechtsdogmatik vor allem in Bezug auf die Meinungsfreiheit festlegte.

## Leben
Lüth besuchte die Oberrealschule Eppendorf (jetzt Gymnasium Eppendorf) und begann im Jahr 1923 als Volontär in der Hamburger Redaktion des Ullstein-Verlags Berlin seine Ausbildung. Anschließend war er Redakteur beim „Hamburger Anzeiger“ und Vorsitzender der Hamburger Jungdemokraten. 1928 wurde er für die DDP Mitglied der Hamburger Bürgerschaft. Daneben war Lüth in der Deutschen Friedensgesellschaft aktiv und gehörte in seiner Partei zum pazifistischen Flügel. Als „das enfant terrible der DDP“ 1929 zur Kriegsdienstverweigerung aufrief, geriet er intern in die Kritik und trat im Frühjahr 1930 aus der DDP aus. „Der Wilde aus Hamburg“ (so Theodor Heuss) trat der sich im selben Jahr konstituierenden Radikaldemokratischen Partei (RDP) bei und verabschiedete sich nach deren Scheitern endgültig aus der Parteipolitik. Lüth veröffentlichte 1932 einen Artikel, in dem er die falsche Heldenverehrung Hitlers anprangerte, was seinem Bruder später Gestapo-Haft einbrachte.
In den Jahren 1933 bis 1935 führte er die Geschäfte des Verbandes Deutscher Nähmaschinenhändler und wurde anschließend Werbeleiter der G.M. Pfaff AG in Kaiserslautern, was ihn in eigenen Worten zum „Homer der deutschen Nähmaschine“ machte. Dabei wurde er nach Einschätzung des Historikers Christof Brauers zu einem „Mitläufer“, der sich „als Geldsammler im Parteiauftrag von den Nationalsozialisten einspannen“ ließ. Im Jahr 1943 wurde er als Soldat ins Afrikakorps einberufen und geriet als Gefreiter 1945 in Italien in Kriegsgefangenschaft, wo er die Lagerzeitung „Lagerpost von Ghedi“ herausgab.
Als er 1946 freikam, übernahm er im Mai – wie er selbst sagte, als „Staatsjournalist“ – den Direktorenposten der Staatlichen Pressestelle Hamburg und orientierte sich fortan in Richtung SPD. Nach der Bürgerschaftswahl in Hamburg 1953 in die SPD eingetreten, wurde Lüth von der neuen konservativen Regierung des „Hamburg-Blocks“ im März 1954 in den einstweiligen Ruhestand versetzt. Er übte das Amt wieder ab 1957 bis zu seinem Rücktritt im Jahr 1964 aus. In der Zwischenzeit, von 1954 bis 1957, leitete er das Pressereferat des Deutschen Bühnenvereins. Lüth war Gründer und Vorsitzender des Presseclubs Hamburg und Ende 1947 Mitbegründer der „Gesellschaft Cluny der Freunde deutsch-französischer Geistesbeziehungen“.

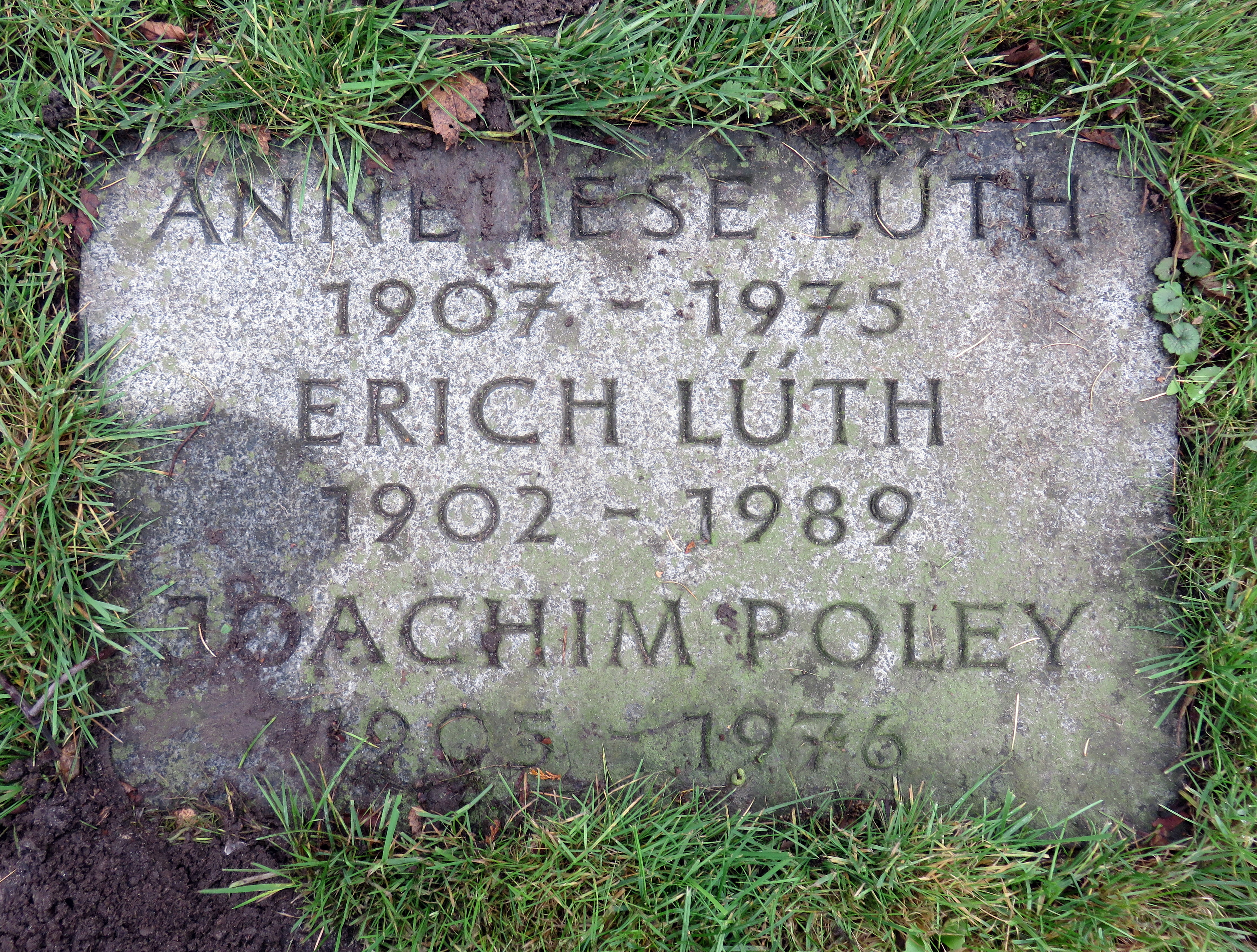
Kissenstein für Erich Lüth auf dem Friedhof Ohlsdorf

Besonderes Gewicht hatte für Lüth das deutsche Verhältnis zum Judentum und zum Staat Israel. Er war im August 1951 Initiator der Aktion „Friede mit Israel“, die sich im Herbst 1952 mit der „Gesellschaft für Christlich-Jüdische Zusammenarbeit“ zusammenschloss. Sein Aufsatz „Wir bitten Israel um Frieden“ stieß 1951 erstmals eine Beschäftigung der bundesrepublikanischen Öffentlichkeit mit diesem Thema an und wurde in verschiedenen Zeitungen abgedruckt. Lüth verfasste zahlreiche Bücher über Israel und setzte sich bei Vorträgen (u. a. in Jerusalem, Haifa und Tel Aviv) für eine Verständigung zwischen Deutschland und Israel ein.
Auf dem Ohlsdorfer Friedhof in Hamburg befindet sich bei Planquadrat Q 30 nördlich von Kapelle 10 ein Kissenstein für Erich Lüth.
Im Jahr 1984 verlieh ihm der Hamburger Senat die Bürgermeister-Stolten-Medaille.

## Lüth-Urteil
Lüth wird heute vor allem in Verbindung mit einem 1950 einsetzenden Gerichtsverfahren genannt, dessen abschließendes Urteil von 1958 seinen Namen trägt. Er hatte im September 1950 zum Boykott des Filmes Unsterbliche Geliebte aufgerufen, da er den Regisseur Veit Harlan als „Nazifilm-Regisseur Nr. 1“ betrachtete. Der Schöpfer von Jud Süß sei „am wenigsten von allen“ geeignet, den Ruf des deutschen Films wiederherzustellen, weshalb er das deutsche Publikum dazu aufrief, Harlans ersten Nachkriegsfilm – eine Verfilmung der Novelle Aquis submersus von Theodor Storm – nicht anzusehen. Die Produktionsfirma verklagte daraufhin Erich Lüth auf Unterlassung dieser Aussage, da sie gemäß § 826 BGB gegen die guten Sitten verstoße. Der Fall durchlief alle Instanzen bis zum Bundesverfassungsgericht, das Anfang 1958 das berühmt gewordene Lüth-Urteil sprach. Darin wurde die Klage gegen Erich Lüth zurückgewiesen, da sein Verhalten vom Recht auf Meinungsfreiheit (Art. 5 Abs. 1 GG) gedeckt sei; die Grundrechte wirken demnach als „objektive Wertordnung“ auch in Normen des bürgerlichen Rechts hinein („Ausstrahlungswirkung“), die deshalb im Sinn einer Güterabwägung im Lichte der vorrangigen Verfassungsnormen auszulegen seien. Das Urteil gilt heute als die „wohl wirkmächtigste Entscheidung“ des Gerichts.

## Schriften (Auswahl)
- Josef Madersperger oder der unscheinbare Genius : Lebensbild eines Erfinders. Verband Deutscher Nähmaschinenhändler, Reichsverband des Deutschen Nähmaschinenhandels E.V., Hamburg 1933.
- Reise ins Gelobte Land. Gesellschaft für christlich-jüdische Zusammenarbeit, Hamburg 1953.
- Ein Deutscher sieht Israel. Gesellschaft für christlich-jüdische Zusammenarbeit, Hamburg 1955.
- Mein Freund Philipp Auerbach. In: Hans Lamm (Hrsg.): Von Juden in München. Ein Gedenkbuch. Ner Tamid, München 1958, S. 364–368.
- Israel – Heimat für Juden und Araber. Gesellschaft für christlich-jüdische Zusammenarbeit, Hamburg 1958.
- Das ist Kanaan. Erlebnisse und Begegnungen in Israel. Gesellschaft für christlich-jüdische Zusammenarbeit, Hamburg 1959.
- Redaktion und Beitrag in: Die Reichskristallnacht – Der Antisemitismus in der deutschen Geschichte. 2. Auflage. Friedrich-Ebert-Stiftung, Bonn 1960.
- Luftbild Hamburg. Deutsche Luftbild W. Seelmann. Bong, München 1961 (Text und Bilderläuterungen von Erich Lüth).
- Hamburger Theater 1933–1945. Ein theatergeschichtlicher Versuch. Verlag der Werkberichte, Hamburg 1962.
- Der Bankier und der Dichter. Zur Ehrenrettung des großen Salomon Heine (= Tambour-Bücherei. Bd. 1). Der gute Tambour, Hamburg-Altona [1964].
- Seeräuber rund um Helgoland, Conrad Kayser Verlag, Hamburg 1967.
- Der Hungerwinter 1946/47 und die erste Regierungszeit Bürgermeister Max Brauers. In: Miterlebtes. Berichte aus fünf Jahrzehnten hamburgischer Geschichte. Christians, Hamburg 1979, ISBN 3-7672-0667-6, S. 49–75.
- Ein Hamburger schwimmt gegen den Strom. Autobiografie. Kayser, Hamburg 1981.
- Das Atlantic Hotel zu Hamburg 1909–1984. Reiner Faber Verlag, München 1984.